# Futbolo Klubas Kruoja Pakruojis
L'FK Kruoja Pakruojis (nome completo Kruoja Pakruojo futbolo klubas 2001) è una società calcistica lituana di Pakruojis.

## Storia
Fondato nel 2001, ha raggiunto la A Lyga, la massima divisione di calcio Lituana, nella stagione 2009 dopo che l'FBK Kaunas e il Klaipeda Atlantas volontariamente avevano ritirato la loro partecipazione a causa dello scandalo che li aveva coinvolti.
Nella prima stagione disputata nella massima serie lituana, il Kruoja si è classificato all'ottavo posto, ma anno dopo anno si migliora, fino a raggiungere nella stagione 2012 il quarto posto nel campionato di serie A lituano.
Il 27 agosto 2015 il Kruoja ha comunicato alla federazione lituana la decisione di ritirarsi dalla A Lyga 2015. La federazione ha, di conseguenza, decretato la sconfitta a tavolino per 0-3 al Kruoja in tutte le partite che avrebbe dovuto disputare fino alla fine del campionato.

## Organico

### Rosa 2012
| N. |                     | Ruolo | Calciatore            |
| -- | ------------------- | ----- | --------------------- |
| 1  | Lituania (bandiera) | P     | Giedrius Kvedaras     |
| 4  | Lituania (bandiera) | D     | Valdas Pocevičius     |
| 5  | Lituania (bandiera) | D     | Karolis Jarmalavičius |
| 7  | Lituania (bandiera) | C     | Ernestas Veliulis     |
| 8  | Lituania (bandiera) | C     | Artūras Žulpa         |
| 9  | Lituania (bandiera) | C     | Donatas Petrauskas    |
| 10 | Ucraina (bandiera)  | A     | Serhiy Zhyhalov       |
| 11 | Ucraina (bandiera)  | C     | Vadym Antipov         |
| 14 | Lettonia (bandiera) | A     | Valērijs Čistjakovs   |
| 16 | Lettonia (bandiera) | P     | Māris Eltermanis      |

| N. |                     | Ruolo | Calciatore          |
| -- | ------------------- | ----- | ------------------- |
| 17 | Lituania (bandiera) | C     | Gvidas Juška        |
| 18 | Lituania (bandiera) | C     | Linas Savastas      |
| 19 | Lituania (bandiera) | A     | Valdas Trakys       |
| 22 | Lituania (bandiera) | P     | Mantas Galdikas     |
| 24 | Lituania (bandiera) | C     | Tomas Miklinevičius |
| 28 | Lituania (bandiera) | D     | Donatas Strockis    |
| 39 | Lituania (bandiera) | D     | Irmantas Zelmikas   |
| 55 | Ucraina (bandiera)  | C     | Konstantyn Matsion  |
| 84 | Lituania (bandiera) | D     | Alfredas Skroblas   |
| 99 | Lituania (bandiera) | C     | Giedrius Slavickas  |

## Palmarès

### Competizioni nazionali
- 2 Lyga: 1

2004

### Altri piazzamenti
- Campionato lituano:

Secondo posto: 2014